# Aspalathus juniperina
Aspalathus juniperina är en ärtväxtart som beskrevs av Carl Peter Thunberg. Aspalathus juniperina ingår i släktet Aspalathus och familjen ärtväxter.

## Underarter
Arten delas in i följande underarter:
- A. j. gracilifolia
- A. j. grandis
- A. j. juniperina
- A. j. monticola